# Баон
Баон (фр. Baon) је насељено место у Француској у региону Бургоња, у департману Јон.
По подацима из 2011. године у општини је живело 81 становника, а густина насељености је износила 9,45 становника/km².

## Демографија
| 1962. | 1968. | 1975. | 1982. | 1990. | 2011. |
| ----- | ----- | ----- | ----- | ----- | ----- |
| 91    | 84    | 60    | 57    | 43    | 81    |